# دزدان معدن
دزدان معدن فیلمی به کارگردانی و نویسندگی حسین امیرفضلی ساختهٔ سال ۱۳۳۵ است. این تنها فیلمی است که «مهدی مصری» سیاه‌باز نامدار آن دوران در آن بازی کرده بود.

## خلاصه داستان
دو دوست معدن الماسی را کشف و قصد تملک آن را می‌کنند...

## بازیگران
- حسین امیرفضلی
- ایرج دوستدار
- محسن زهتاب
- حسین زهتاب
- علی‌اکبر مهدوی‌فر
- مهدی مصری
- مازوجی